# 西螺 (大字)
23°48′04″N 120°27′35″E / 23.80111°N 120.45972°E
西螺，是臺灣雲林縣西螺鎮的一個傳統地域名稱，也是全鎮主聚落及行政中心所在地，位於該鎮北部中段。相較於今日行政區，其範圍大致包括中興里、光華里、福興里、中和里、永安里、大園里西北半部、廣福里、正興里、漢光里、西安里北部邊界地帶中段、新豐里西北端。

## 歷史
台灣清治末期至日治初期，西螺地區為一街庄，稱為「西螺街」，隸屬於西螺堡。昔日該街北隔西螺溪與水尾庄、潮洋厝庄相望，東與茄苳庄為鄰，南邊為新社庄，西邊為埔心庄。
1901年（日治明治三十四年）11月，全台廢縣廳改設二十廳，該街隸屬於斗六廳。1903年（明治三十六年）6月，該街編入「西螺區」，隸屬於斗六廳。1909年（明治四十二年）10月，合併二十廳為十二廳，西螺區改隸屬於嘉義廳。1920年（大正九年），全台地方制度大改正，廢十二廳改設五州二廳，該街改制為「西螺」大字，隸屬於臺南州虎尾郡西螺街。
戰後西螺街改制為西螺鎮，隸屬於臺南縣，大字亦改制為里。1950年10月，雲、嘉、南分治，西螺鎮改隸屬雲林縣。

## 濁水溪整治
1911年（明治四十四年），濁水溪開始進行治理工程，成立「濁水溪治水工事事務所」，分三期進行整治工作。縱貫線通車後，為了保護縱貫鐵路，在二水鐵路橋上下游兩岸興建下水埔、新虎尾、林內等堤防，將原來巨幅擺盪的河道截堵成現在的濁水溪樣貌。

## 交通
國道1號又稱「中山高速公路」，是貫穿台灣西部的兩條縱向高速公路之一，大致以北北東—南南西走向經過西螺地區東部邊界外不遠處，並於東南方的省道台1線交會處設有西螺交流道。由此可快速前往國道1號沿線各地。
省道台1線（新西螺大橋）又稱「縱貫公路」，是台北至屏東楓港的傳統平面幹道，大致以北北西—南南東走向經過本地區東北部。由該道路向北北西過新西螺大橋（溪州大橋）後轉東北微北可前往溪州、北斗、田尾、永靖等地；向南南東轉南南西再轉南南東可經國道1號西螺交流道前往莿桐、虎尾東北部、斗南、大埤東部等地。
縣道145號（建國路、延平路、平和路、平和南路）是埤頭鄉至六腳鄉港尾寮的道路，大致以北北東—南南西走向由本地區北部邊界中央偏西經濁水溪西螺大橋入境後，轉南進入西螺市區，至延平路路口轉西行一小段路，至平和路路口轉西南微南，經縣道154號路口後轉西南再轉西微南於本地區南部邊界出境。由該道路向北北東轉北北西再轉北可前往埤頭並止於縣道150號路口；向西微南轉南南西可前往虎尾、土庫、元長東南部、北港、六腳港尾寮等地。
縣道154號（興農西路）是麥寮鄉六輕廠至林內鄉的道路，也是雲林縣最北側的橫貫縣道，大致以西向東由本地區西部邊界南側入境後，出本地區南部邊界外一小段路後因邊界線南移而再度入境，經縣道145號路口後轉東北東，經西螺市區南側後於本地區南部凸出部分東側邊界出境。由該道路向西繞大彎經縣道154甲線起點路口後轉北再轉西微南可前往二崙中北部、崙背中北部、麥寮的六輕廠等地；向東北東轉東北微東經省道台1線路口後再轉東南東經國道1號高架橋下後可前往莿桐中北部、林內並止於省道台3線路口。
鄉道雲24線是楊賢至西螺的道路，其東側端點（終點）位於本地區中部略偏北的縣道145號路口（西螺大橋南側橋頭）。由此向西經縣鄉道雲24-3線終點路口後續行，其後轉西北，出境後經鄉道雲24-3線起點路口轉西北西可前往埔心北部、新庄子並止於其西部邊界外緣的省道台19線路口（楊賢聚落西郊）。
鄉道雲24-3線是埔心至西螺的道路，其西側端點（起點）位於本地區西部邊界中央偏北處外緣的鄉道雲24線路口（埔心聚落東北郊）。由此向東南東入境後續直行，可前往本地區中部略偏北的西螺大橋南側橋頭旁並止於鄉道雲24線另一路口（近縣道145號路口）。
鄉道雲36線（興農西路）是番社至茄苳仔的道路，全線與縣道154號共線，起點為本地區南部偏西側的縣道145號路口，終點為茄苳地區西北部的光復東路路口。
鄉道雲39線（新興路）是西螺至埔羌崙的道路，其北側端點（起點）位於西螺市區西部的縣道154號舊線（延平路）路口（文昌國小前）。由此向南略偏東直行，至本地區南部凸出部分的西側邊界沿邊界而行，經縣道154號路口、縣道145號路口後出境，可前往新社、頂湳並止於該地區東部邊界南側的鄉道雲71線路口（頂湳地區埔羌崙聚落東南郊）。
鄉道雲43線（廣興路）是西螺至廣興的道路，其北側端點（起點）位於西螺市區東南部的縣道154號路口。由此向南南東繞彎道轉東南東再轉南微東，出境後可前往茄苳西部、新社與碑頭垻交界地帶、頂湳東北端、頂湳與碑頭垻交界地帶、碑頭垻地區西南部的廣興聚落並止於鄉道雲44線路口。

## 學校
- 西螺國中
- 東南國中（公辦民營）
- 文昌國小
- 中山國小

## 文化資產
- 西螺振文書院（縣定古蹟）
- 西螺廖家祠堂（縣定古蹟）
- 西螺廣福宮（縣定古蹟）
- 西螺戲院（歷史建築）
- 西螺分局長宿舍（歷史建築）
- 西螺鎮中山國小舊有宿舍（歷史建築）
- 捷發乾記茶莊（歷史建築）
- 西螺東市場（歷史建築）
- 西螺大橋（歷史建築，南半部）

## 其他廟宇
- 西螺福興宮（媽祖廟）

## 景點
- 西螺泰山石敢當